# Live in Concert (album Raya Charlesa)
Live in Concert – nagrany na żywo album amerykańskiego muzyka Raya Charlesa, wydany w 1965 roku. Piosenki zostały zarejestrowane podczas koncertu muzyka w Shrine Auditorium w Los Angeles w 1964 roku, który odbył się po zakończeniu trasy Charlesa po Japonii. Autorem zdjęcia muzyka, które znajduje się na okładce albumu jest Ray Hearne.

## Lista utworów
| 1.  | „Opening”                                       | 0:35  |
|     |                                                 |       |
| 2.  | „I Got a Woman” (Ray Charles, Richard)          | 6:10  |
|     |                                                 |       |
| 3.  | „Margie” (Conrad, Davis, Robinson)              | 2:39  |
|     |                                                 |       |
| 4.  | „You Don't Know Me” (Eddy Arnold, Cindy Walker) | 3:14  |
|     |                                                 |       |
| 5.  | „Hide nor Hair” (Mayfield)                      | 2:57  |
|     |                                                 |       |
| 6.  | „Baby, Don’t You Cry” (Johnson, Washington)     | 2:35  |
|     |                                                 |       |
| 7.  | „Makin’ Whoopee” (Walter Donaldson, Gus Kahn)   | 6:17  |
|     |                                                 |       |
| 8.  | „Hallelujah, I Love Her So” (Ray Charles)       | 2:55  |
|     |                                                 |       |
| 9.  | „Don’t Set Me Free” (Powell)                    | 3:58  |
|     |                                                 |       |
| 10. | „What’d I Say” (Ray Charles)                    | 4:30  |
|     |                                                 |       |
| 11. | „Finale”                                        | 1:55  |
|     |                                                 |       |
|     |                                                 | 37:45 |
|     |                                                 |       |